# Говеда (потпородица)
Говеда (лат. Bovinae) је потпородица породице говеда (Bovidae). Од осталих представника породице разликују се својом величином и присуством рогова код оба пола. Раније су у потпородицу говеда сврставане само врсте из племена говеда (Bovini), али се све чешће у њу убрајају и поједине антилопе (нпр. нилгај, четворорога антилопа, куду).

## Класификација потпородице
Потпородица се дели на три племена са следећим родовима:
племе 
род четворороге антилопе 
род нилгај антилопе 
племе говеда 
род водених бивола 
род правих говеда 
род саоле Pseudoryx
род афричких бивола 
род бизона Bison
изумрли род џиновских бивола †Pelorovis
племе 
род кудуа Tragelaphus
род еланд антилопа Taurotragus